# Назаровское сельское поселение (Тюменская область)
Назаровское се́льское поселе́ние — муниципальное образование в Абатском районе Тюменской области Российской Федерации.
Административный центр — село Назарово.

## География
Расположено на юго-востоке Тюменской области на границе Викуловского района и Омской области.

## История
Статус и границы сельского поселения установлены Законом Тюменской области от 5 ноября 2004 года № 263 «Об установлении границ муниципальных образований Тюменской области и наделении их статусом муниципального района, городского округа и сельского поселения».

## Население
| 2010 | 2011 | 2012 | 2013 | 2014 | 2015 | 2016 |
| ---- | ---- | ---- | ---- | ---- | ---- | ---- |
| 423  | ↘421 | ↘358 | ↘334 | ↘317 | ↘290 | ↘277 |
| 2017 | 2018 | 2019 | 2020 | 2021 | 2023 |      |
| ↘247 | ↘228 | ↘213 | ↘200 | ↗386 | ↘377 |      |

## Состав сельского поселения
| № | Населённый пункт | Тип населённого пункта       | Население |
| - | ---------------- | ---------------------------- | --------- |
| 1 | Назарово         | село, административный центр | ↘268      |
| 2 | Черемшанка       | деревня                      | ↘75       |
| 3 | Юрга             | деревня                      | ↘80       |

## Инфраструктура
Есть школа, клуб, медицинский пункт и два магазина.